# پروتئین جهش‌یافته
پروتئین جهش‌یافته فرآوردهٔ پروتئینی ایست که از رمزخوانی یک ژن جهش‌خورده پدید آمده است. پروتئین‌های جهش‌یافته می‌توانند تغییرات تک آمینو اسیدی داشته باشند (که ممکن است جزئی باشد، اما در بسیاری از موارد تغییرات قابل توجهی را به همراه دارد که منجر به بیماری می‌شود) یا تغییرات وسیع‌تری در آمینو اسیدها داشته باشند، به عنوان نمونه، کوتاه شدن انتهای C (یا C-terminus)  پس از معرفی کدون توقف زودرس.